# Conophytum subterraneum
Conophytum subterraneum är en isörtsväxtart som beskrevs av Smale och T.Jacobs. Conophytum subterraneum ingår i släktet Conophytum, och familjen isörtsväxter. Inga underarter finns listade i Catalogue of Life.